# Walter Adams (zapaśnik)
Walter (William) Thomas Adams (ur. 22 maja 1887, zm. 3 stycznia 1939) – brytyjski zapaśnik walczący w stylu wolnym. Olimpijczyk z Londynu 1908, gdzie zajął dziewiąte miejsce w wadze piórkowej.

## Letnie Igrzyska Olimpijskie 1908
| Konkurencja        | Rundy eliminacyjne    | Klas. końcowa |
| Konkurencja        | 1/8                   | Miejsce       |
| ------------------ | --------------------- | ------------- |
| 60,3 kg styl wolny | James Webster (GBR) P | 9.            |